# بيتر غوردون وليامز
بيتر غوردون وليامز (23 يناير 1920 - 14 أكتوبر 1982) (بالإنجليزية: Peter Gordon Williams)‏ هو قاضي صلح ‏ ولاعب كريكت بريطاني (وحمل سابقاً جنسية المملكة المتحدة لبريطانيا العظمى وأيرلندا).